# Bedřich Bendelmayer
Bedřich František Bendelmayer (9. dubna 1871 Praha – 20. dubna 1932 tamtéž) byl český architekt období secese, geometrické secese a moderny.

## Život

### Mládí
Narodil se v rodině pražského obchodníka s cukrem Karla Bendelmayera (1836–1893) a jeho manželky Josefy, rozené Horákové (1844–1883), pokřtěn byl v pražském kostele sv. Petra. Byl druhé z pěti dětí. Když mu matka zemřela, otec se znovu oženil s Annou, rozenou Horákovou (1844–1886).
Vystudoval architekturu na Uměleckoprůmyslové škole v Praze u profesora Friedricha Ohmanna. První dva projekty realizoval ještě v novorenesančním stylu se svým spolužákem Rudolfem Němcem. Jedná se o domy „U České královny“ v Hradci Králové a „U sv. Jiří“ v pražských Holešovicích. Dalším jeho přítelem a spolužákem byl Alois Dryák. Jim dvěma předal Ohman svůj projekt hotelu Central v pražské Hybernské ulici, když odešel v roce 1898 do Vídně. Provozovali společnou projekční kancelář, která je doložena v dobové inzerci z roku 1903. Po Aloisu Dryákovi převzal funkci hlavního inženýra stavební firmy Quido Bělský. Po roztržce s majitelem byl ale 1. srpna 1904 propuštěn.
Dne 24. února 1906 se ve Lstiboři oženil se Zdeňkou Židlickou (1883–??). Měli spolu tři syny.

### Architekt secesních a novoklasicistických domů
Bendelmayerova stavba nájemních domů U Prašné brány 1–3 byla jedním z prvních secesních domů v Praze po desetiletích vládnoucí historizující architektury. Dostalo se mu za ni zdrcujícího odsouzení od kritika Františka Xavera Harlase, který stavbu označil jako „arogantně odpudivého souseda“ novogoticky zrekonstruované Prašné brány.
Po první světové válce tvořil v novoklasicistním stylu. Z této doby jsou patrně nejznámější budovy krajského trestního soudu, později Nejvyššího soudu a vrchního soudu (Praha 4, Náměstí hrdinů 11) a budova bývalé České průmyslové banky (Praha, Na příkopě 14).
Zemřel 20. dubna 1932 v Praze a byl pohřben do rodinné hrobky na Olšanských hřbitovech. Příčinou smrti bylo kornatění tepen a rozedma plic.

## Dílo

### Stavby v Praze
- 1897–1899 Nájemní dům „U sv. Jiří“ či „Belvedere“, Praha 7 – Holešovice, čp. 675, Kamenická 2, spolu s Rudolfem Němcem[10]
- 1898 soutěžní návrh na pomník Františka Palackého v Praze, spolu se sochařem Antonínem Štruncem[10]
- 1899 II. místo v soutěži na přestavbu pojišťovny Slavia na Senovážném náměstí[10]
- 1899–1901 Hotel Central, Praha 1–Nové Město, čp. 1001, Hybernská 10, spoluautoři: Friedrich Ohmann, Alois Dryák
- 1901 Úprava průčelí domu čp. 978, Praha 1–Nové Město, Senovážné náměstí 23. Původní dům z roku 1872 podle projektu Aloise Turka, v letech 1920–1921, 1928–1929 přestavěno v kubisticko-novoklasicistním stylu Františkem Krásným[11]
- 1903–1904 Nájemní domy, Praha 1–Staré Město, čp. 1078, 1079, U Prašné brány 1–3, (spolu s Emilem Weichertem)[12]
- 1903–1905 Hotel Arcivévoda Štěpán (dnes Evropa), Praha-Nové Město, čp. 826, Václavské náměstí 25, spoluautoři: Quido Bělský, Bohumil Hübschmann, Jan Letzel, Alois Dryák[13]
- 1905 soutěžní návrh na přestavbu Staroměstské radnice (spolu s Emilem Weichertem)
- 1905–1906 Dům „U první reduty“, čp. 203, Praha 1–Josefov, Maiselova 23, Břehová 2, Pařížská 19, novostavba secesního nájemního domu, spoluautor Karel Manda[14]
- 1906 Nájemní dům s obchody, Praha 1–Josefov, čp. 52, Kaprova 6[10]
- 1908–1909 Nájemní domy, Praha 1–Josefov, čp. 20, 22, Valentinská 10, 12[15]
- 1908, 1912–1913 Obchodní a nájemní dům čp. 598, Praha 1–Nové Město, Ve Smečkách[10]
- 1910 Nájemní dům, Praha 7–Holešovice, čp. 1069, V Háji 30
- 1910 I. cena v soutěži na Společenský dům v Praze na Žižkově[10]
- 1911 Obchodní a nájemní dům, Praha 2–Vinohrady, čp. 390, Anglická 19
- 1911–1913 Palác Hvězda, Praha 1–Nové Město, čp. 793, Václavské nám. 36, malby na průčelí: Vratislav Mayer, dlouholeté sídlo nakladatelství Melantrich[16]
- 1923 Rodinný dům, Praha 6–Bubeneč, čp. 606, Bubenečská 57
- 1927–1929 Kancelářský dům, Praha 1–Nové Město, čp. 108, Spálená 51[17]
- 1927–1928 Dům čp. 1100, Praha 6–Dejvice, Stavitelská ul.
- 1927–1933 Budova České průmyslové banky, Praha 1–Nové Město, čp. 854, Na Příkopě 14. Bendelmayer získal v roce 1922 1. cenu v soutěži na tuto budovu. V následujícím roce byly projektové práce zastaveny. Podle pozměněného projektu byla stavba realizována v letech 1927–1933[18]
- 1928–1930 Budova krajského trestního soudu v Praze, Praha 4–Nusle, čp. 1300, Náměstí Hrdinů 11, projekt z roku 1926
- 1929 soutěžní projekt na budovu Živnostenské banky Praha 1–Nové Město, Na Příkopě 24–26[19]
- Nájemní dům Praha 6-Bubeneč, čp. 367, U Vorlíků 3, malby na průčelí: Vratislav Mayer

### Stavby mimo Prahu
- 1898 III. místo v soutěži na budovu Měšťanské besedy v Plzni, spoluautoři Rudolf Němec a Emil Wichert[10]
- 1898–1899 Nájemní dům „U České královny“, Hradec Králové, čp. 310, Eliščino nábřeží 21. spolu s Rudolfem Němcem[20]
- 1899 soutěžní návrh sokolovny v Jaroměři[10]
- 1904 II. cena v soutěži na spořitelnu v Turnově (spoluautor: J. Šimůnek)
- 1906 I. cena v soutěži na novou střelnici ostrostřeleckého domu v Plzni
- 1920–1923 Gymnázium Vítězslava Nováka, Husova ul. čp. 333, Jindřichův Hradec
- 1922–1924 Gymnázium Josefa Kainara, Hlučín, čp. 586, Dr. Ed. Beneše 7
- 1922–1925 Obytné domy československých státních zaměstnanců, Košice, Hrnčiarska ulica / Stará baštová ulica / ulica Podtatranského[21]
- 1923–1924 Radnice v Osijeku, Chorvatsko[10]
- 1925–1928 Budova krajského, dnes okresního soudu v Klatovech, Dukelská 138[22]
- 1928–1930 Budova krajského, dnes okresního soudu v Chrudimi, Všehrdovo náměstí 45
- 1929–1932 Městské lázně, Plzeň. Objekt těžce poškozen během náletu 20. prosince 1944, po válce přestavěn, dnes chátrá. Pro tuto budovu Bendelmayer údajně navrhl i sochařskou výzdobu[23]

## Galerie

Stavby Bedřicha Bendelmayera
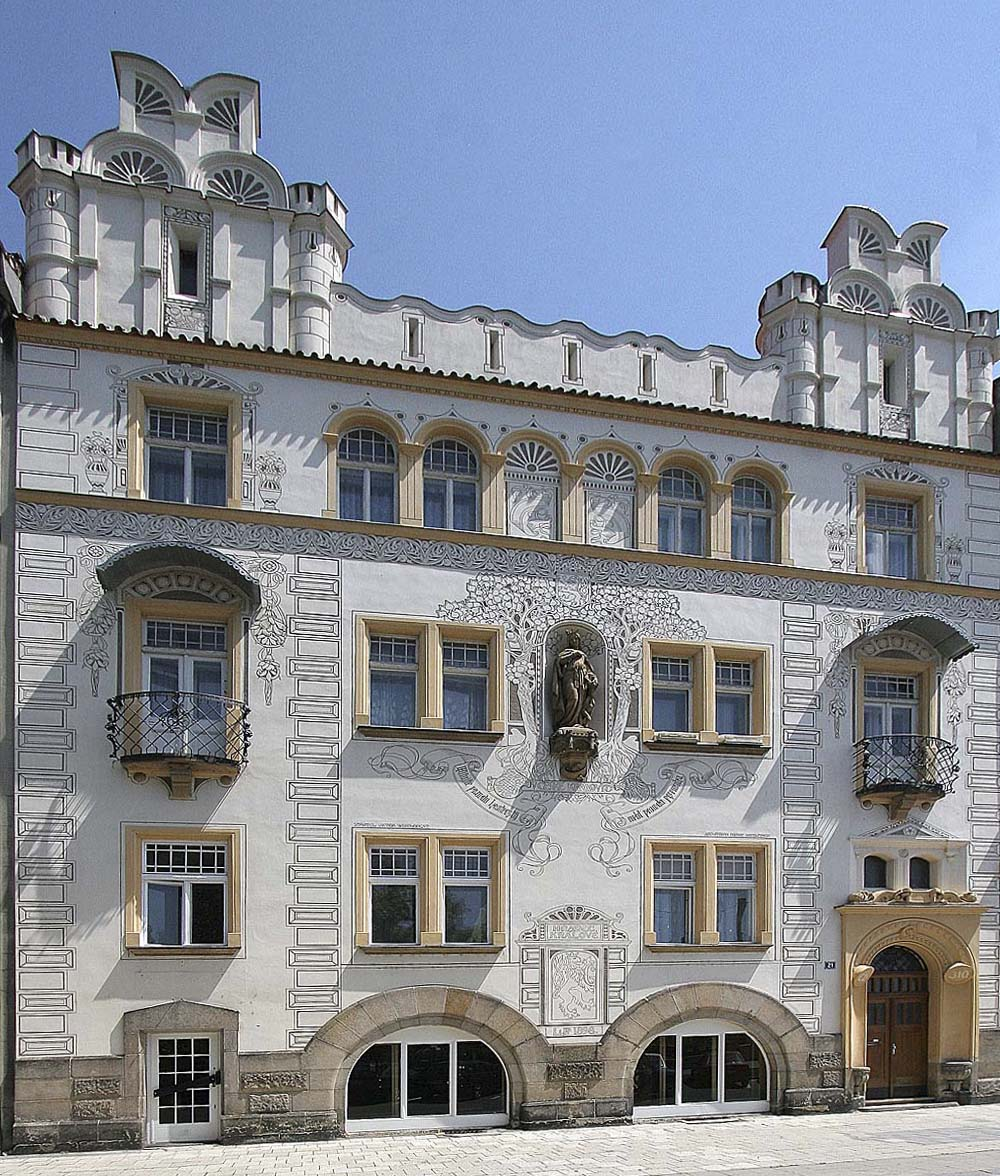
1897–1899 Dům „U České královny“, Hradec Králové
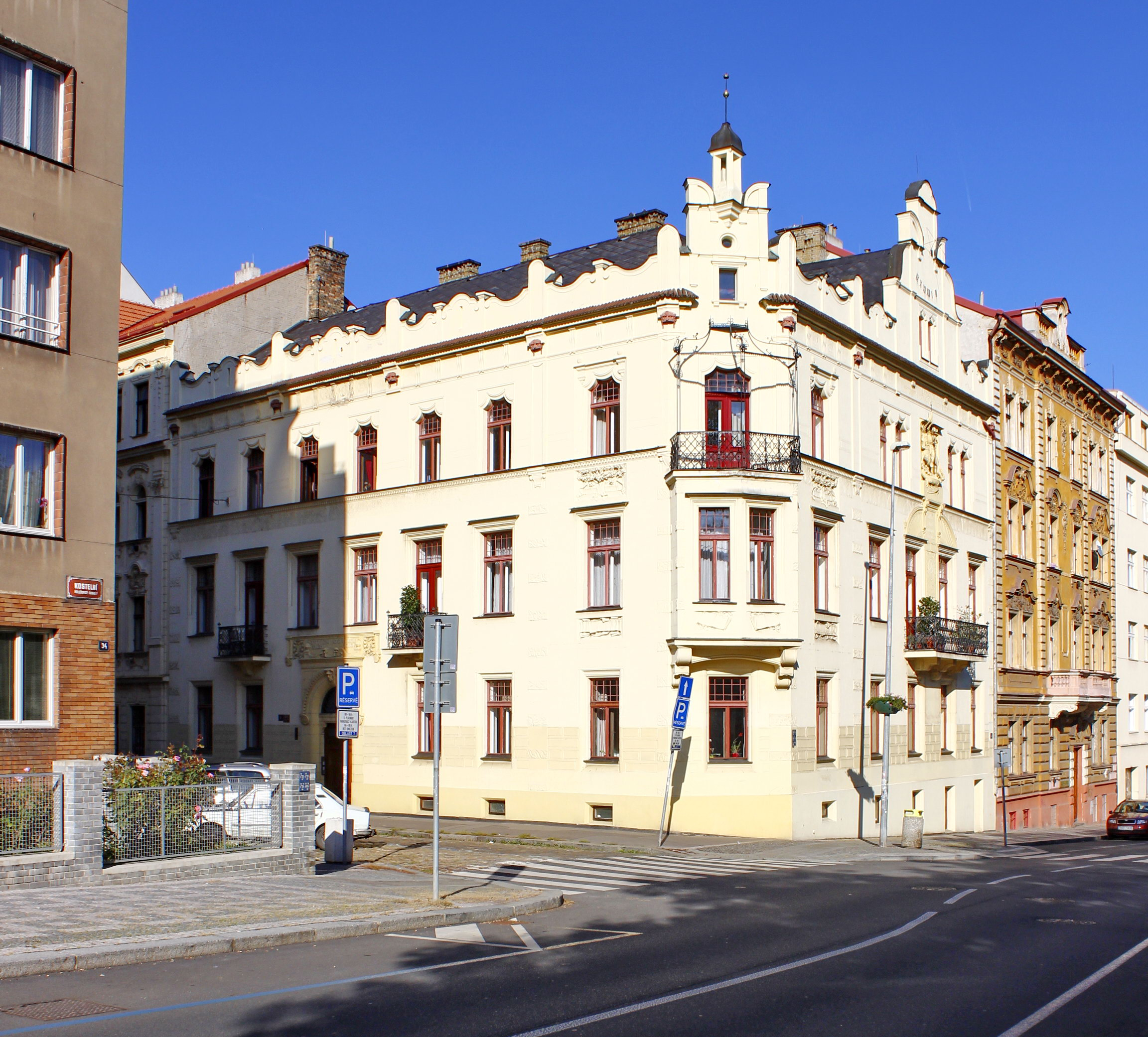
1899 Nájemní dům „U sv. Jiří“, Praha 7-Holešovice, čp. 675, Kamenická 2, nároží Kamenické a Kostelní ulice.
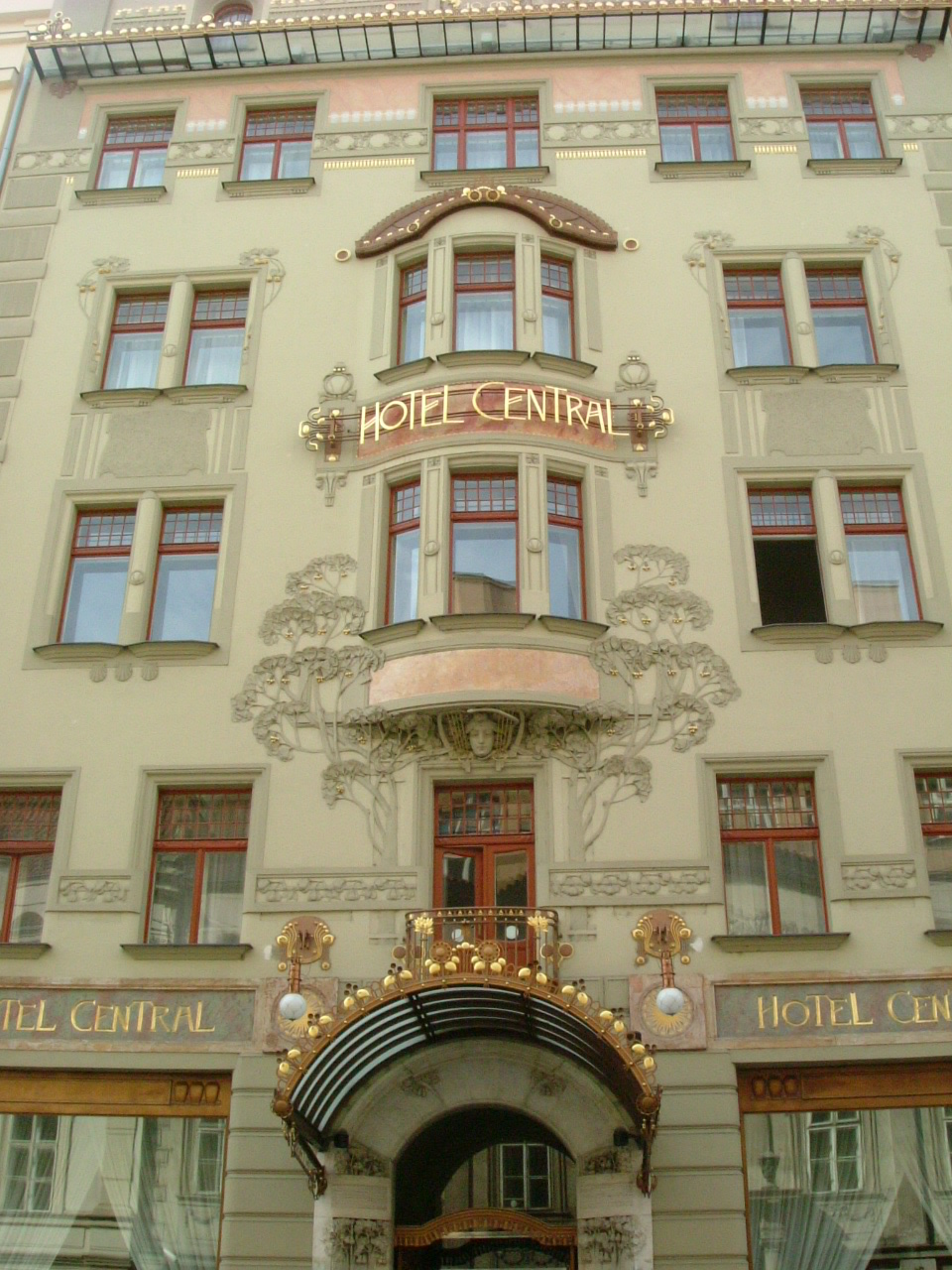
1899–1902, Hotel Central, Praha, Hybernská 10
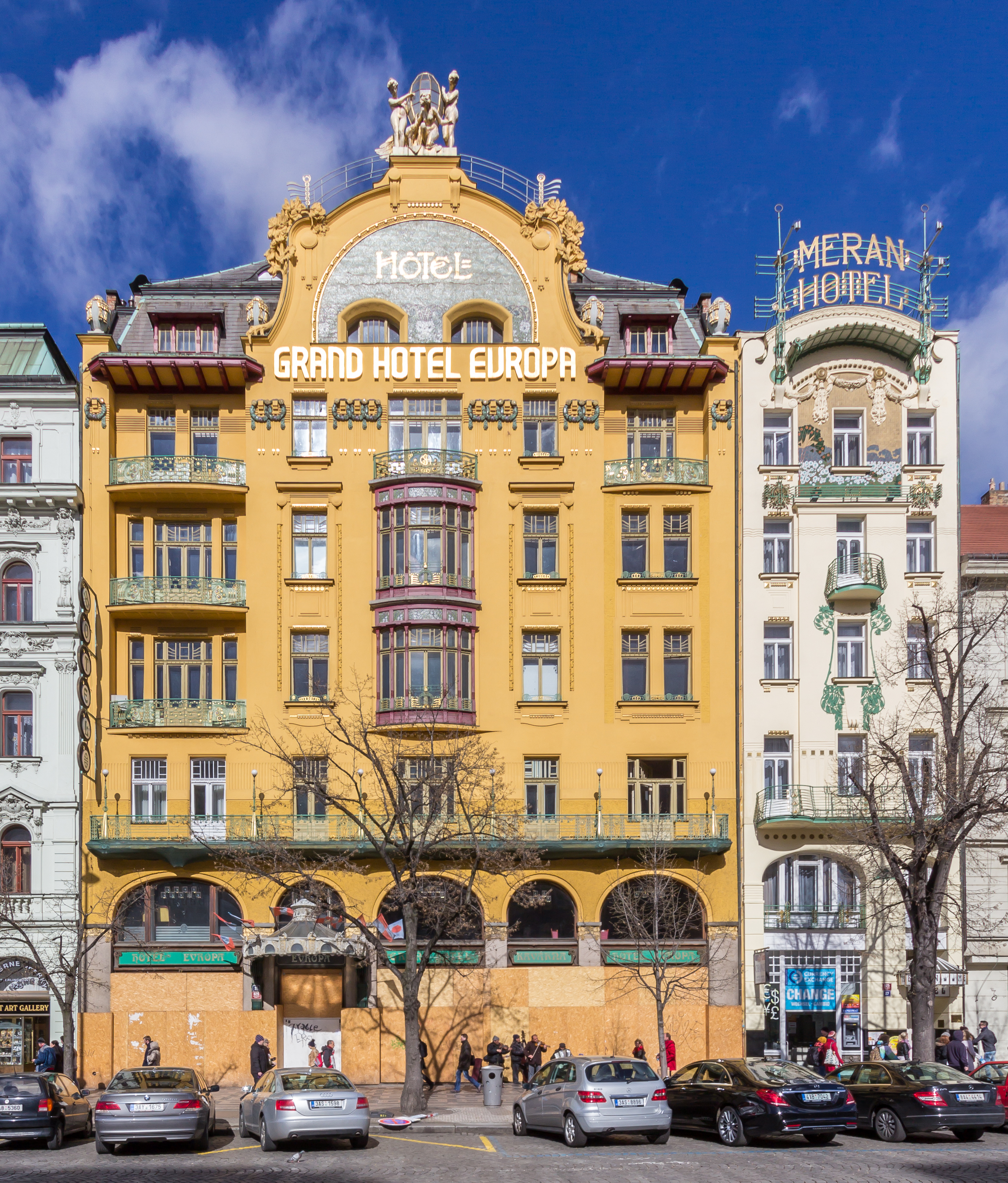
1903–1905 Hotely Arcivévoda Štěpán a Garni, Praha, Václavské náměstí 25 a 27
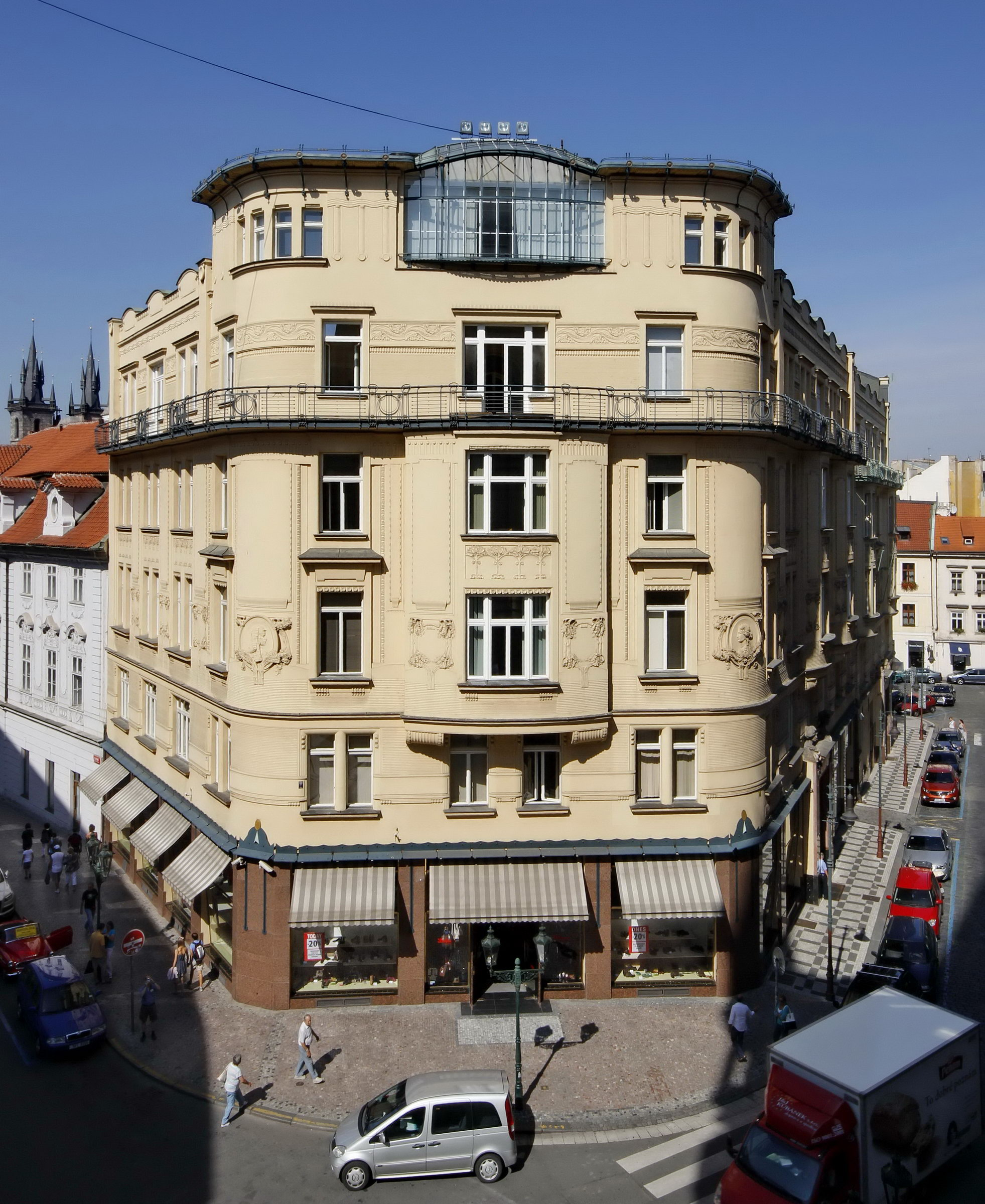
1903–1904 Nájemní dům, Praha, U Prašné brány 1
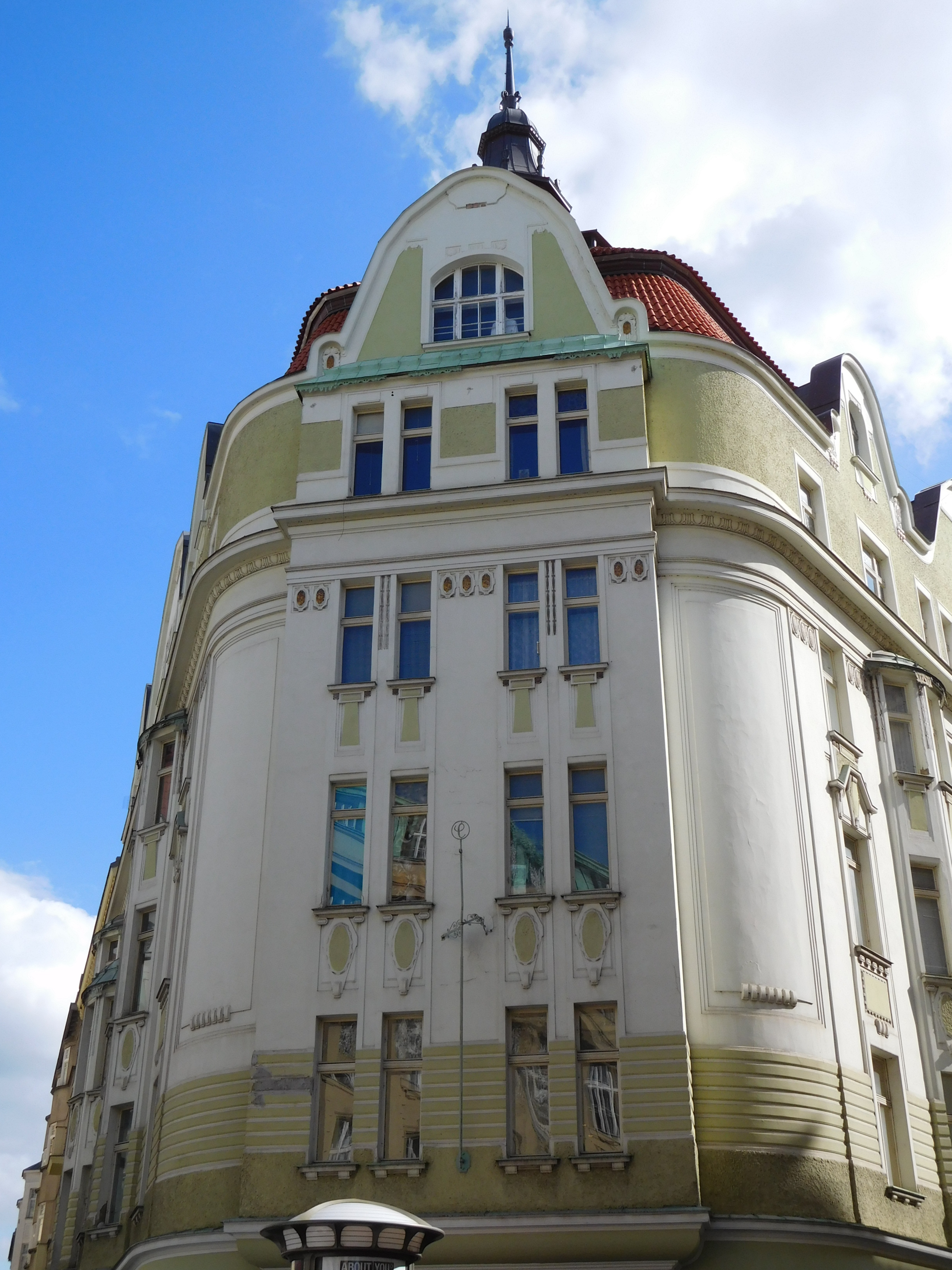
1906–1908 Nájemní dům, Praha, Kaprova 6
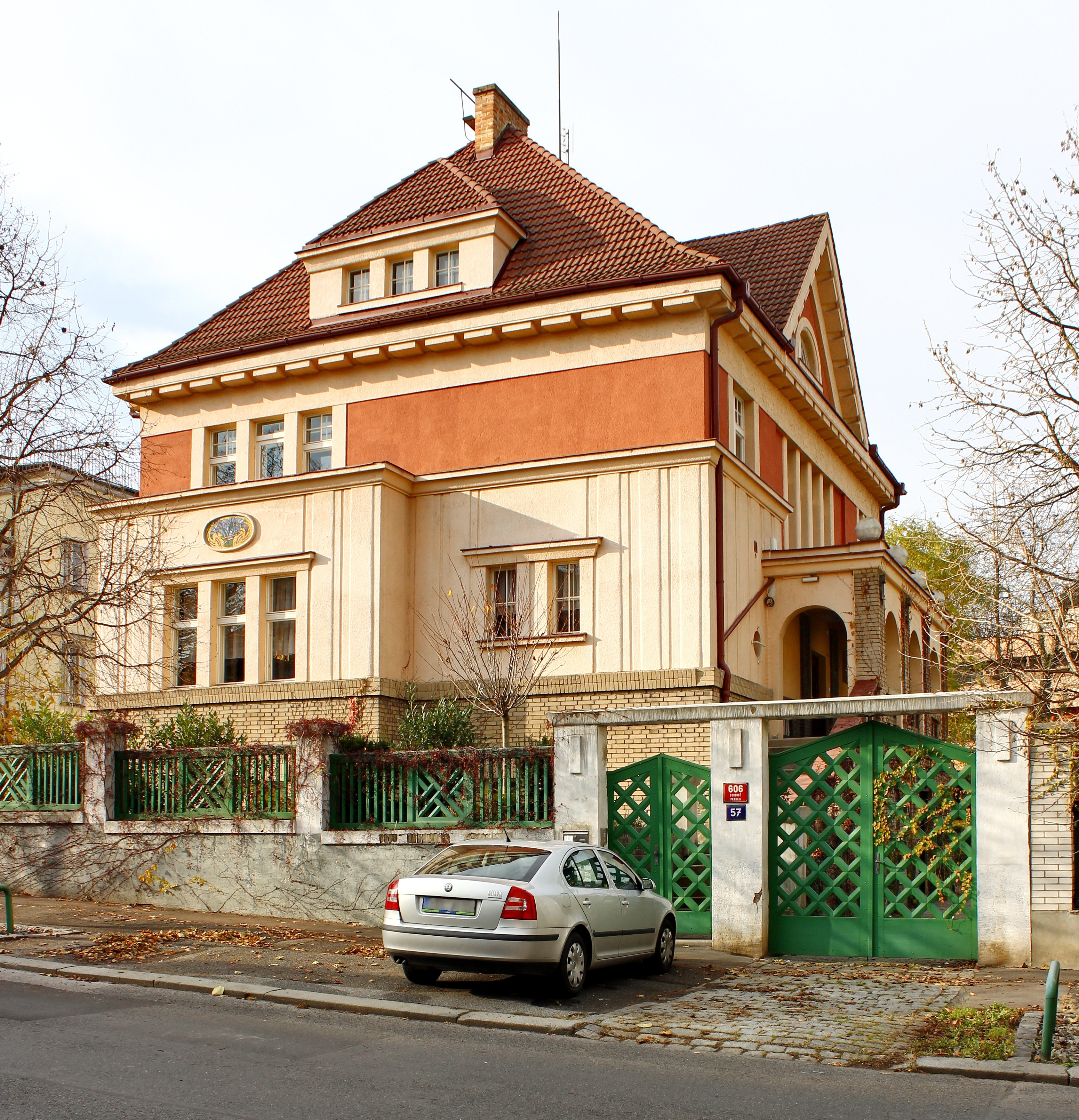
1923 Rodinný dům čp. 606, Praha 6 – Bubeneč, Bubenečská 57
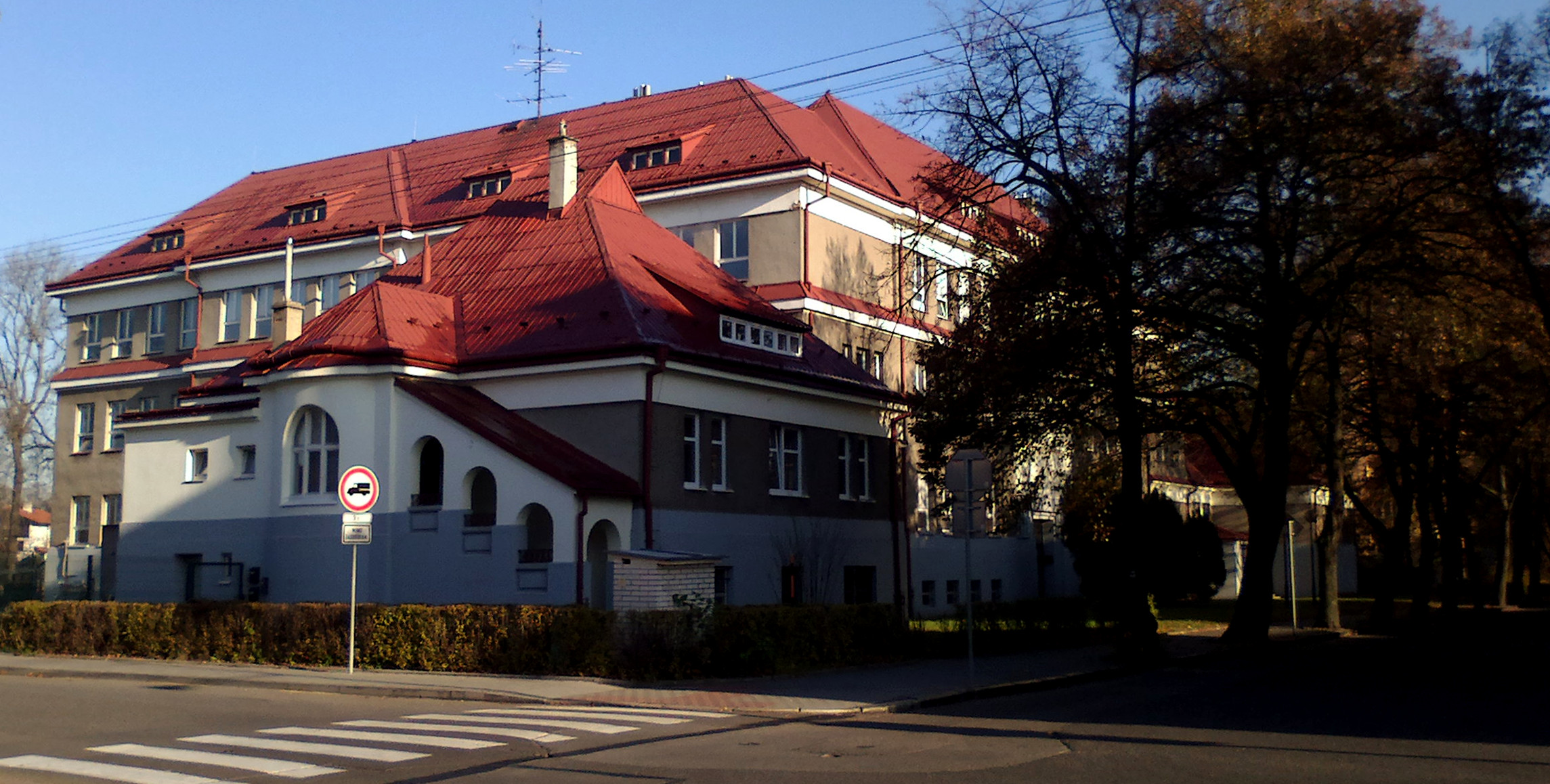
1922–1924 Gymnázium v Hlučíně, čp. 586, Dr. Ed. Beneše 7
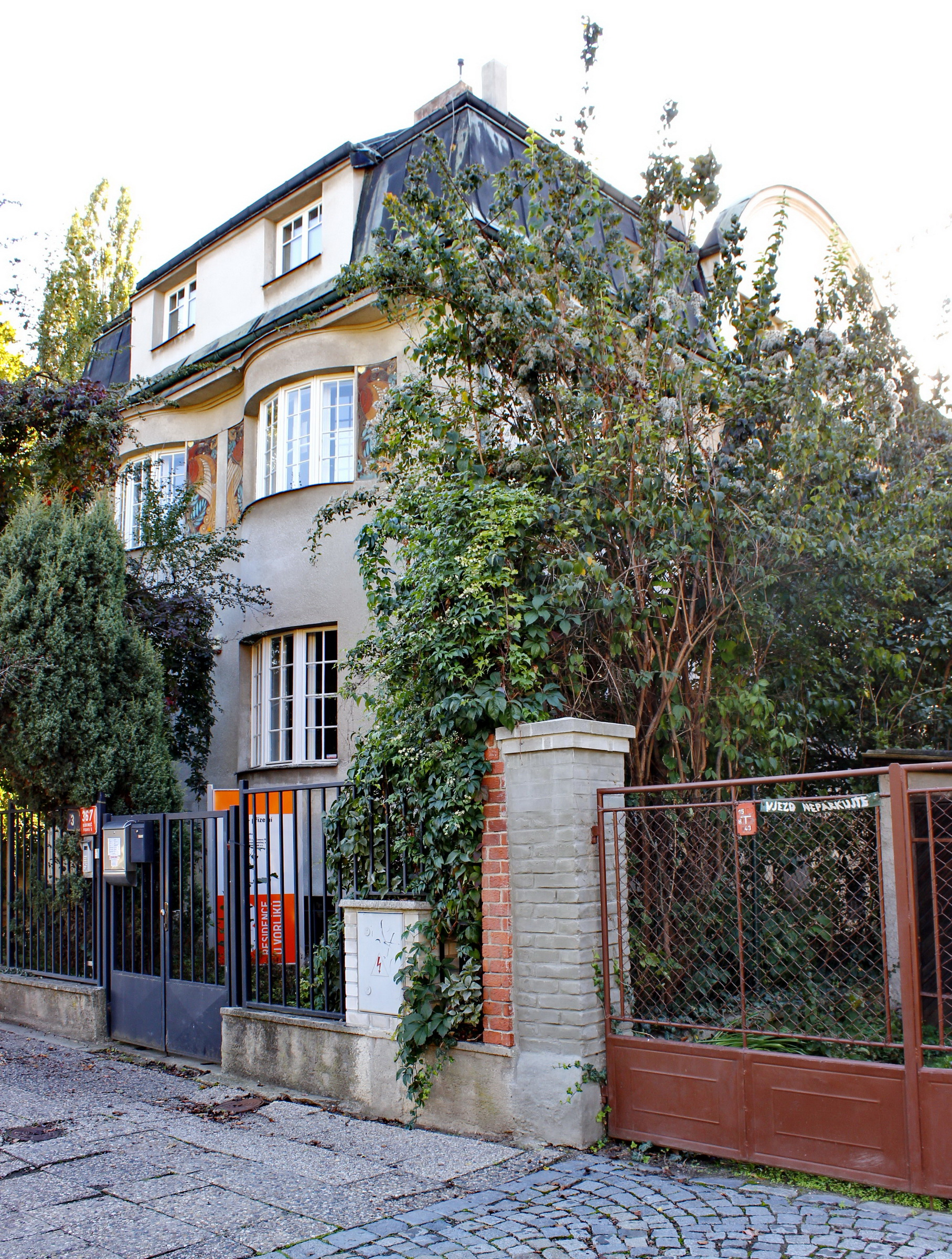
Nájemní dům Praha 6-Bubeneč, čp. 367, U Vorlíků 3, malby na průčelí: Vratislav Mayer
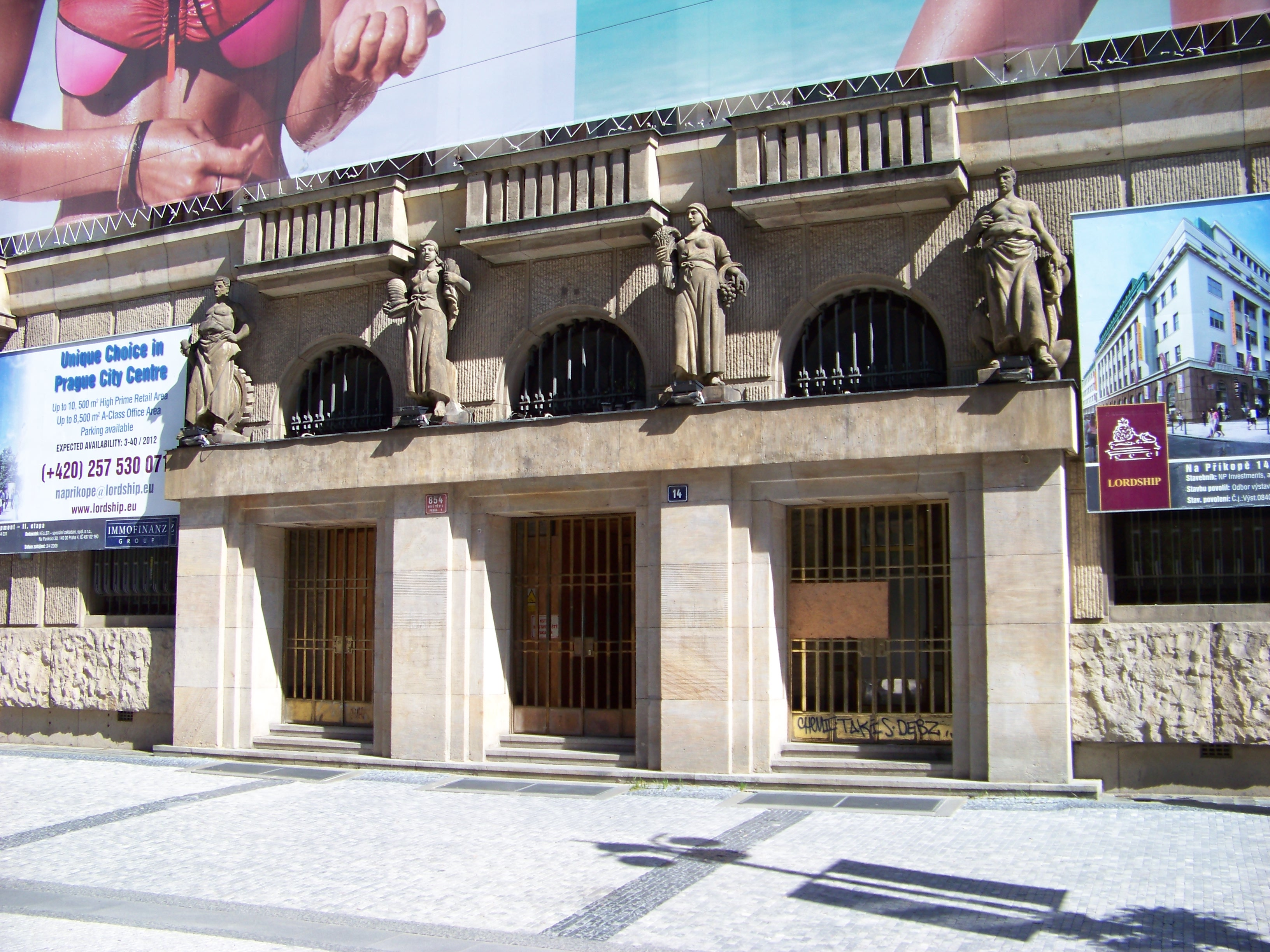
1927–1933 Vstup do budovy České průmyslové banky, Praha, Na Příkopě 14
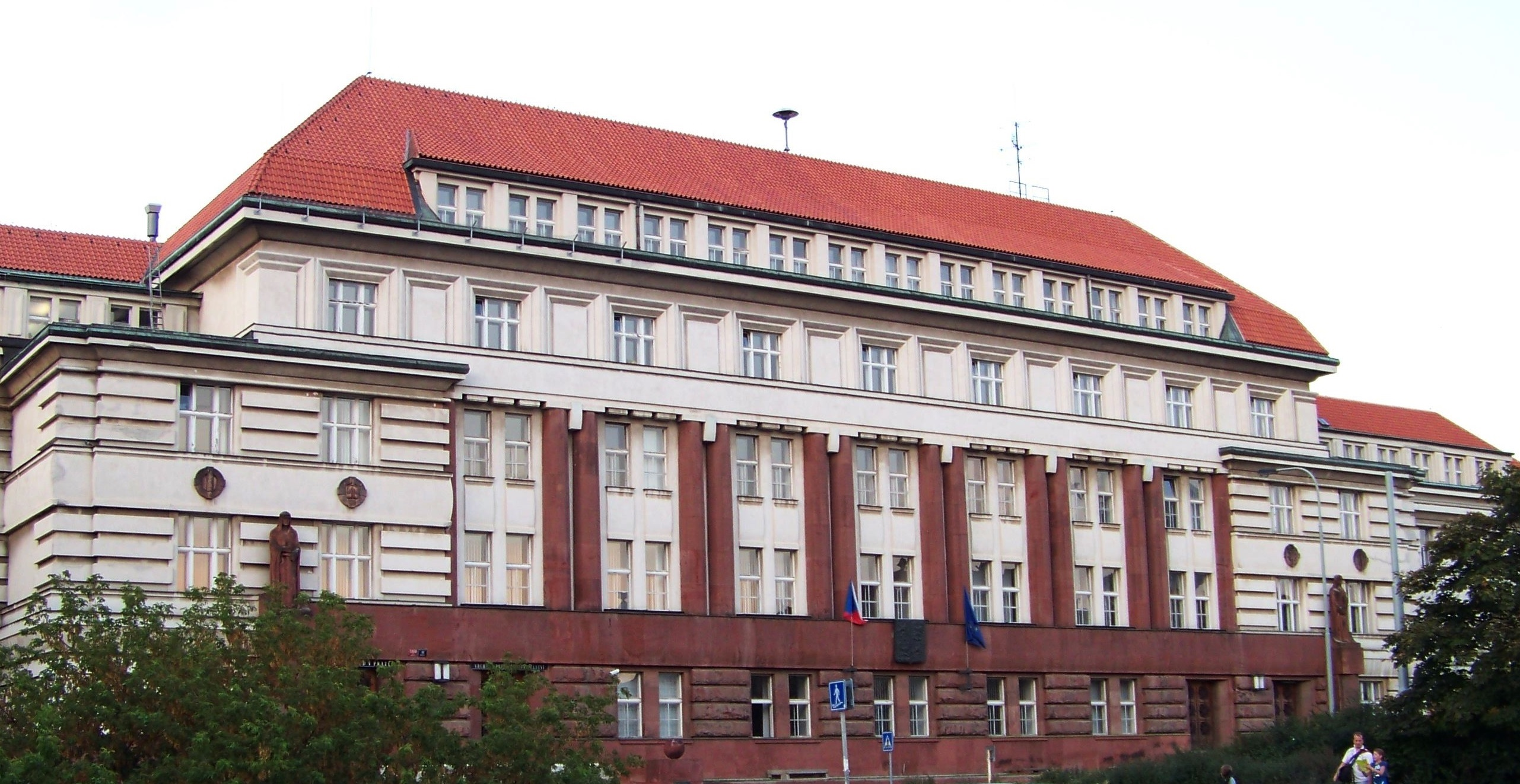
1928–1930 Budova Vrchního soudu v Praze